# Бенджамін Раш
Бенджамін Раш (англ. Benjamin Rush; 4 січня 1746, Байберрі, Філадельфія, Британська Америка — 19 квітня 1813, Філадельфія, США) — політик, лікар, філософ, просвітник, один з батьків-засновників США у широкому розумінні цього поняття, як один з тих політиків, хто підписали Декларацію незалежності США. Він служив генерал-хірургом Континентальної армії і став професором хімії, медичної теорії та клінічної практики в Пенсильванському університеті.
Раш був лідером американського просвітницького руху і активним прихильником американської революції, політичним лідером у Пенсильванії з ратифікацією Конституції в 1788 році. Активно проводив багато реформ, особливо в галузі медицини та освіти. Виступав проти рабства, за безкоштовні державні школи, прагнув поліпшити освіту для жінок та більш пристойну пенітенціарну систему. Будучи знаним лікарем, чинив серйозний вплив на розвиток медицини в країні. Раш стверджував, що будь-яка хвороба була наслідком дисбалансу у фізичній системі організму і її спричинюють несправності в мозку. Його підхід підготував шлях для подальших серйозних медичних досліджень, але сам Раш їх не проводив. Він сприяв громадському здоров'ю, виступаючи за чисте середовище та підкреслюючи важливість особистої та військової гігієни. Його вивчення психічних розладів зробило його одним із засновників американської психіатрії.

## Біографія
Народився 4 січня 1746 року (24 грудня 1745 року за старим стилем) у сім'ї американців англійського походження Джона Раша та Сюзанни Голл, які жили на плантації в містечку Байберрі (округ Філадельфія), приблизно в 14 милях біля міста Філадельфія. Бенджамін був четвертим із семи дітей. Батько помер у липні 1751 року у віці тридцяти дев'яти років. Мати надалі змушена була одна піклуватися про сім'ю. У віці восьми років Бенджамін був відправлений жити до тітки з метою отримати освіту. Він та його старший брат Якоб відвідували школу, якою керував преподобний Самуїл Фінлі.
У 1760 році, після навчання в коледжі Нью-Джерсі, Раш закінчив його, отримавши ступінь бакалавра мистецтв у віці всього чотирнадцяти років. З 1761 по 1766 рік він навчався під керівництвом доктора Джона Редмена у Філадельфії. Редмен заохотив його продовжити навчання в Единбурзькому університеті в Шотландії, де Раш вчився протягом 1766—1768 років і отримав ступінь магістра. Раш зрештою швидко оволодів французькою, італійською та іспанською мовами.
Повернувшись до Британської Америки у 1769 році, Раш відкрив свою приватну медичну практику в Філадельфії, паралельно викладав і став професором хімії в коледжі. Написав і опублікував перший американський підручник з хімії, кілька томів з медичної освіти, а також впливові патріотичні нариси.
Перед війною за незалежність Раш був заручений з Сарою Іві, дочкою видатного філадельфійського жителя, капітана Осуелла Іві. Вона померла до запланового весілля.
11 січня 1776 року Раш одружився з Джулією Стоктон (роки життя 1759—1848), дочкою Річарда Стокстона, ще одного підписанта Декларації незалежності США, та його дружини Анніси Будіно Стоктон.

### Під час боротьби за незалежність
Раш був активним членом організації «Сини Свободи», його було обрано для участі у губернській конференції, яка була зібрана для того, аби обрати делегатів на континентальний конгрес. Письменник і політик Томас Пейн консультувався з Рашем перед написанням свого відомого політичного памфлету «Здоровий глузд», присвяченого вивченню загальної думки американської спільноти стосовно боротьби з пануванням Великої Британії. Раш всіляко його підтримував.

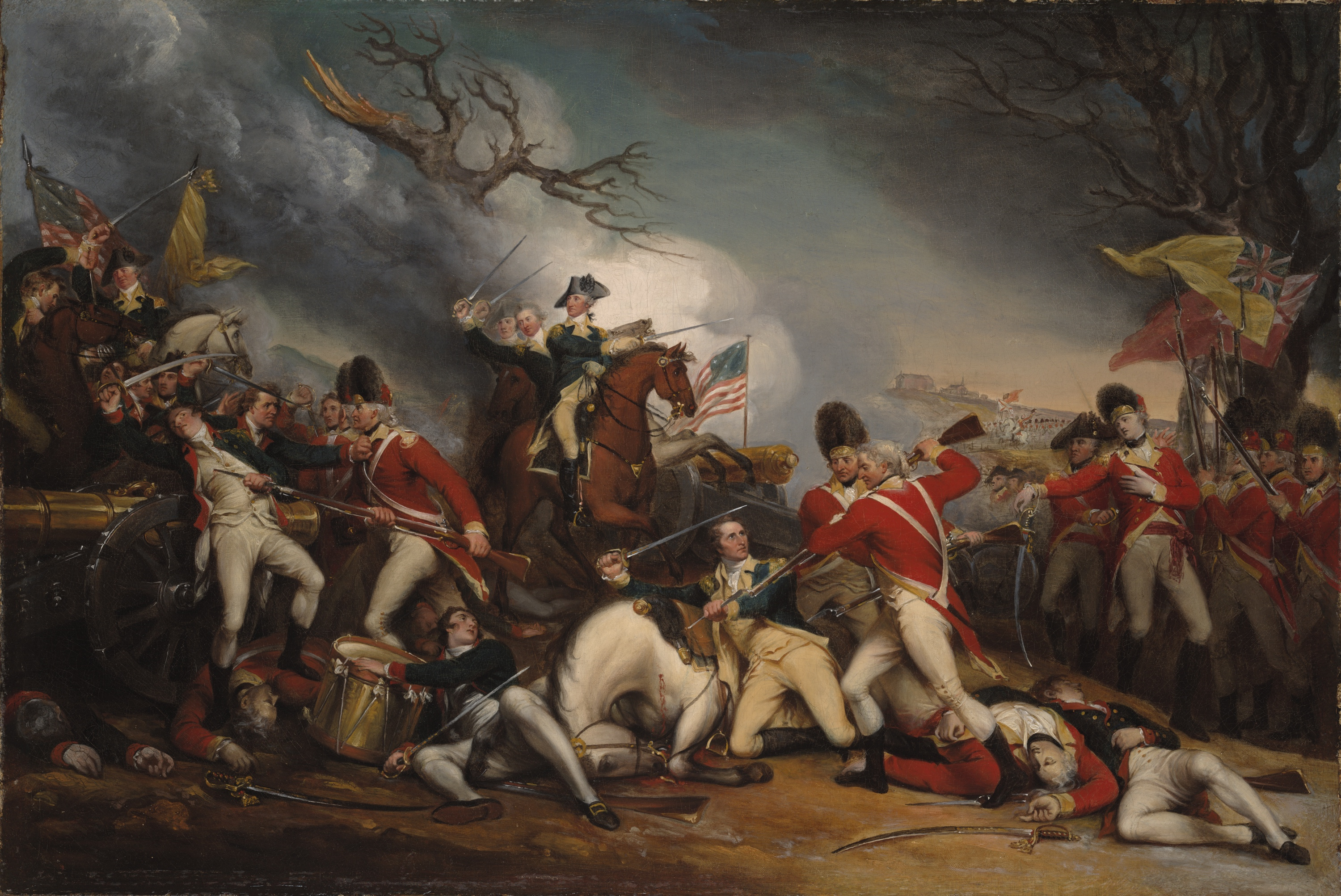
«Смерть генерала Мерсера в битві при Принстоні 3 січня 1777» пензля Джона Трамбулла.

Раш представив Пенсильванію на континентальному конгресі, підписав Декларацію незалежності від її імені. Він також представляв Філадельфію в конституційній конвенції штату Пенсильванія. Надалі він засідав у медичному комітеті конгресу. Раш супроводжував міліцію Філадельфії під час битв, коли англійські вояки окупували Філадельфію та більшість штату Нью-Джерсі. Його зобразив Джон Трамбулл на своїй картині «Смерть генерала Мерсера в битві при Принстоні 3 січня 1777» поряд з Джорджем Вашингтоном.
Його медична служба перебігала тяжко — в армії було багато жертв, надзвичайно високі втрати приносили інфекційні хвороби (черевний тиф, жовта гарячка, шигельоз тощо). У керівництві йшли політичні конфлікти, були проблеми з медичним постачанням. Тим не менш, Раш прийняв призначення генеральним хірургом середнього відділу Континентальної армії. Наказ, підготовлений Рашем, «Напрями дій для збереження здоров'я солдатів» став однією з основ профілактичної військової медицини і неодноразово перевидавався, в тому числі ще в 1908 році. Проте боротьба Раша із зловживаннями з боку членів медичного комітету, недофінансуванням допомоги пацієнтів зрештою призвело до його відставки в 1778 році. Раш також тоді критикував діяльність Джорджа Вашингтона на посаді головнокомандувача американською армією, надалі він визнав це помилкою.

### Після перемоги
У 1783 році його було призначено у лікарню штату Пенсильванія, і він залишався в її штаті до своєї смерті. Його було обрано делегатом конгресу цього штату, де було прийнято Федеральну конституцію США. Раша тоді було призначено скарбником Монетного двору країни. Цю посаду він обіймав протягом 1797—1813 років. Він також був обраний членом Американської академії мистецтв і наук у 1788 році.
Він став професором медичної теорії та клінічної практики в Пенсильванському університеті в 1791 році, хоча якість його медичних переконань була досить примітивною навіть до того часу: він виступав за кровопускання практично при будь-якій хворобі, ще тривалий час після того, як застосування цього методу у практичній діяльності пішло нанівець. Але він був найвідомішим лікарем США аж до смерті. Раш також був засновником коледжу Дікінсон у Карлайлі, штат Пенсильванія. У 1794 році його було обрано іноземним членом Шведської королівської академії наук.
Раш був членом-засновником «Товариства Філадельфії з полегшення покарань у державних в'язницях», що значною мірою вплинуло на будівництво Східної державної пенітенціарної установи в Філадельфії. Він підтримав Томаса Джефферсона під час виборної президентської кампанії в 1796 році проти переможця Джона Адамса.

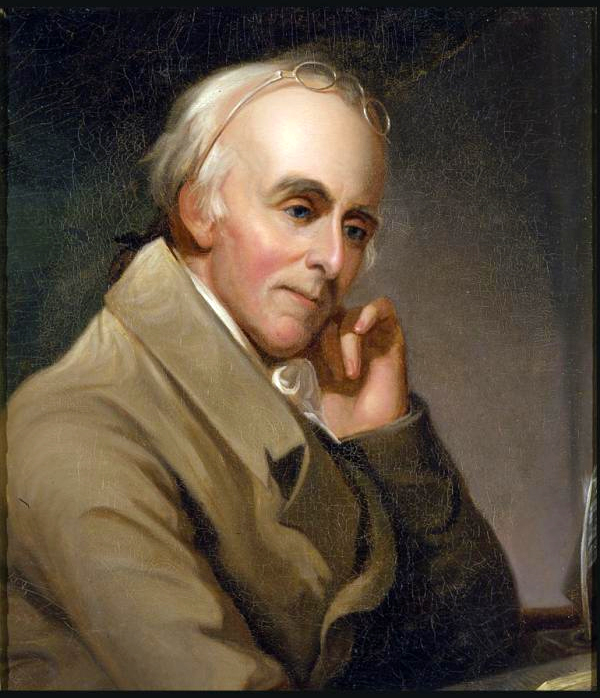
Портрет Бенджаміна Раша пензля Чарльза Вінсона Піла (1818 рік).

### Експедиція Льюїса і Кларка
У 1803 році Томас Джефферсон відправив Меріветера Льюїса до Філадельфії до Раша, щоб підготуватися до експедиції на Тихоокеанське узбережжя. Раш навчив Льюїса знанням про захворювання, які можуть зустрітися на кордоні, та техніці виконання кровопускання. Раш забезпечив експедицію медичним комплектом, який включав:
- турецький опіум для зняття нервозності;
- засоби для спричинення блювання;
- лікарське вино;
- п'ятдесят дюжин таблеток доктора Раша (англ. Dr. Rush's Bilious Pills), що містили понад 50 % ртуті разом з каломелю, хлором та екстрактом з Ipomoea purga; ці таблетки з тих пір називаються «громовими».

Багата на м'ясо їжа та відсутність чистої води під час експедиції змусили членів експедиції їх часто використовувати. Хоча їхня ефективність є сумнівною, їхній високий вміст ртуті створив відмінний маркер, за допомогою якого археологи змогли відслідковувати фактичний маршрут експедиції до Тихого океану.

### Проти рабства
Раш виступав проти рабства, починаючи з 1766 року, коли під час поїздки для навчання в Единбурзі побачив на рейді Ліверпуля близько 100 рабовласницьких кораблів. У 1773 році він написав брошуру «Звернення до мешканців британських поселень в Америці у справах про рабство», де розкритикував рабовласницьку торгівлю, а також весь інститут рабства. Раш науково стверджував, що негри по своїй природі інтелектуально чи морально не поступаються білим, а збочене вираження рабства чуже для людського розуму. У 1792 році Раш прочитав доповідь перед Американським філософським товариством, в якій стверджував, що «колір» і «фігура» чорношкірих отримана через захворювання на лепру (проказу), бо він спостерігав Генрі Мосса, раба, який втратив темний колір шкіри (можливо, через вітиліго). Він стверджував, що при правильному лікуванні негрів їх можна вилікувати і вони стануть білошкірими. Разом з тим, незважаючи на публічні засудження рабства, Раш купив у 1776 році раба на ім'я Вільям Груббер та продовжував володіти ним ще у той час, коли приєднався до Товариства аболіціоністів Пенсильванії в 1784 році.

### Думки про американських індіанців
Раш зацікавився здоров'ям корінних американців. Він хотів з'ясувати, чому корінні американці більш сприйнятливі до певних хвороб і чи мають вони високі показники смертності в порівнянні з цивілізованими людьми. Інші питання, які він підняв — що індіанці не мріють, що їхнє волосся стає сірим по мірі старіння. Його захоплення цими людьми було викликано його зацікавленістю теорією, що соціологи можуть краще вивчати історію своєї власної цивілізації, вивчаючи культури на більш ранніх етапах розвитку — «первісних людей». У своїй автобіографії він писав: «Розглядаючи три різні види поселенців, виявляється, що існують певні етапи, які демонструють прогрес від дикуна до цивілізованого життя. Перший поселенець майже пов'язаний з індіанцями їхніми звичками. У другого виду поселенців індійські манери присутні меншою мірою. І тільки у третьому виді завершена цивілізація»

### Проти смертної кари
Раш виступав проти смертної кари. Замість цього він запропонував як альтернативу довічне ув'язнення у приватній в'язниці, де б злочинці працювали, були усамітнені та отримували б релігійні настанови. Його виразна протидія смертній карі підштовхнула законодавчий орган штату Пенсильванія до скасування смертної кари за всі злочини, крім вбивства першого ступеня

### Статус жінок
Раш запропонував нову модель освіти для жінок з верхівки суспільства, запропонувавши їм вивчати англійську мову, вокал, музику, танці, науку, бухгалтерію, історію і філософію. Він допоміг заснувати Філадельфійську академію молодих жінок — перший статутний жіночий вищий навчальний заклад у Філадельфії. Раш стверджував, що не є необхідною підготовка жінок з метафізики, логіки, математики та передової науки. Натомість він хотів наголосити про бажаність спрямування жінок на вивчення моральних есе, поезії, історії та релігійних творів. Після війни за незалежність сформувався ідеал американського республіканського материнства, який вихваляв жіночу відповідальність за виховання у молоді патріотизму, понять свободи і республіканських чеснот. Він виступав проти спільних для хлопців і дівчат навчальних класів і наполягав на необхідності вчити усю молодь заповідям християнської релігії.

### Медична практика і освітянська діяльність
Раш був провідним прихильником так званої героїчної медицини. Він твердо вірив у кровопускання — практику, яка, як відомо, загалом була шкідливою, але на той час була звичайною, а також в «очищення» організму каломелю та іншими токсичним речовинами. У своєму звіті про епідемію жовтої гарячки у Філадельфії 1793 року Раш написав: «Я знайшов кровопускання корисним не тільки в тих випадках, коли пульс (у хворих) був повним і швидким, але й там, де він був повільним і напруженим, і в одному випадку чотири рази (виконав кровопускання), з найщасливішим ефектом. Я вважаю, що при цій підступній та лютій хворобі неприємність в застосуванні ланцету на даний час є необхідною, оскільки слід застосувати до цього ртуть». Під час цієї епідемії Раш заслужив визнання за те, що він залишився в місті та іноді лікував до 100 пацієнтів на добу, але багато хто з них помер. Навіть Раш визнав невдачу двох процедур: потіння у виннооцетному розчині ртуті та прийом холодних ванн. Англійський журналіст Вільям Коббен звинуватив його в смерті хворих на жовту гарячку від такого лікування. Тоді Раш подав на нього в суд і виграв процес, отримавши 5000 доларів США за моральні збитки і відшкодування у 3000 доларів на судові витрати. Але з того часу його медична практика скоротилася, адже він продовжував вперто дотримуватися своїх хибних напрямків лікування. Його навіть звинуватили у смерті Бенджаміна Франкліна і Джорджа Вашингтона. Мабуть, його найбільший внесок у фізичну медицину був у створенні у Філадельфії державного диспансеру для пацієнтів з низьким доходом, а також ініціація і проведення громадських робот, пов'язаних з осушуванням прибережної землі та переміщенням русла річки Док Крік, під час яких були знищені місця розплодження комарів, що зробило неможливим подальшу передачу жовтої гарячки, значно зменшилася й передача епідемічного висипного і черевного тифу, холери.
Раш відомий також тим, що він вперше ввів до медичного вжитку поняття «гарячка денге», описавши у 1789 році хворобу, яку він досліджував 1780 року, хоча під час епідемії він хворобу називав «біліарною ремітуючою гарячкою».
Раш написав і опублікував 1812 року одну з перших монографій з лікування психічних розладів у американській медицині. Він спробував класифікувати різні форми психічних захворювань, окреслити їхні причини і надати можливе лікування. Він помилково вважав, що багато психічних захворювань були спричинені порушеннями кровообігу або сенсорними перевантаженнями, тому застосовував створені ним пристрої, призначені для поліпшення кровообігу до мозку, зокрема такі, як відцентрова дошка для спини, або «транквілізуючий стілець». Після відвідування пацієнтів з психічними захворюваннями, які лікувались у жахливих умовах лікарні штату Пенсильванія, Раш провів успішну кампанію в 1792 році по створенню в штаті окремого закладу для цих хворих, де пацієнти могли б знаходитися в більш гуманних умовах. Хоча він вважав, що лікування психічнохворих людей має відбуватися за допомогою каломелі та кровопускань, але він це робив без примусу пацієнтів, гуманно, заклавши таким чином підвалини тієї психіатрії — «моральної терапії», яка надалі тріумфувала в Америці та Європі. Він створив новий підхід до надання допомоги при алкоголізмі. До його роботи пияцтво розглядалося як гріховне і питання вибору самого п'яниці. Раш вважав, що алкоголік втрачає контроль над собою і немає власного вибору. Він розробив концепцію алкоголізму як медичного захворювання і запропонував, щоб алкоголіки відлучалися від своєї залежності через менш сильні речовини. Раш виступав за більш гуманні психічні установи і увічнив ідею про те, що люди з психічними захворюваннями — це хворі люди, а не тварини. Він також відстоював ідею «часткового божевілля», що люди можуть мати різний ступінь психічних захворювань. Його вважають батьком американської психіатрії.
Раш вважається одним з піонерів ерготерапії. Крім того, він був одним із перших лікарів, який описав синдром Саванта.
Протягом своєї кар'єри він навчав понад 3000 студентів-медиків, деякі з них були серед фундаторів медичного коледжу імені Раша (Rush Medical College, Чикаго) після його смерті. Медичний центр Університету Раша в Чикаго (Rush University Medical Center), що має 64 ліжка для лікування дорослих і дітей, також носить його ім'я.

### Погляди на релігію
Раш виступав за використання християнства в суспільному житті та в освіті, а іноді й порівнював себе з пророком Єремією. У листі до Джона Адамса Раш описав свої релігійні погляди як «з'єднання ортодоксії та гетеродоксії більшості наших християнських церков», належав до пресвітеріан. Християнські універсалісти вважають його одним з їхніх засновників, хоча Раш припинив відвідувати цю церкву після смерті його друга, колишнього баптистського пароха Елханана Вінчестера в 1797 році. Раш боровся за стриманість у житті, публічні та недільні школи. Він став співзасновником Біблійного товариства у Філадельфії (тепер відоме як Біблійне товариство Пенсильванії), пропагував Американський союз недільних шкіл. Коли багато державних шкіл перестали використовувати Біблію як підручник, Раш запропонував, щоб уряд США вимагав таке використання, а також надавав американську Біблію кожній родині за державні кошти. У 1806 році Раш запропонував написати «Син Людський прийшов у світ, щоб не знищити життя людей, а їх зберегти» над дверима будинків судів та інших владних громадських будівель.

## Смерть
Помер від епідемічного висипного тифу, був похований на ділянці N67 разом з дружиною Джулією на цвинтарі Церкви Христової у Філадельфії, неподалік від місця поховання Бенджаміна Франкліна. На місці поховання розміщено невелику меморіальну табличку: «Пам'ять про Бенджаміна Раша MD. Помер 19 квітня в році нашого Господа 1813 р. у 68-річному віці. Добрий доброчесний і вірний слуга увійде до радості Господа». «Пані Джулія Раш, дружина Бенджаміна Раша, доктора медицини. Народилася 2 березня 1759 Померла 7 липня 1848 р.»

## Визнання
Протягом життя був обраний членом Американської академії мистецтв і наук (1788 рік), Американського філософського товариства, зарубіжних наукових товариств — Шведської королівської академії наук (1794 рік), Баварської академії наук, Леопольдини (1791 рік).

## Сім'я
- Дружина Джулія Стоктон. У них було 11 дітей:

- Джон (1777—1837),
- Енн Емілі (1779—1850),
- Річард (1780—1859), член кабінетів президентів Джеймса Медісона та Джеймса Монро, був Генеральним прокурором та секретарем Казначейства.
- Сусанна (1782—1783),
- Елізабет (1783—1784),
- Джеймс (1783—1806),
- Мері (1784—1849),
- Бенджамін (1789—1790),
- Бенджамін (1791—1824),
- Джулія Вільямс (1792—1806, встигла вийти заміж за Генрі Вільямса),
- Семюель (1795—1859).

## Твори
- A Syllabus of a Course of Lectures on Chemistry (1770, chemistry)
- Account of the Bilious Remitting Yellow Fever As It Appeared in the City of Philadelphia in the Year 1793 (1794, medicine)
- Medical Inquiries and Observations (1789-98, medicine, 5 vols.)
- Essays, Literary, Moral, and Philosophical (1798, essays)
- Medical Inquiries and Observations Upon the Diseases of the Mind (1812, medicine)
- Rush, Benjamin (1947). The selected writings of Benjamin Rush. New York: Philosophical Library. p. 448. ISBN 978-0-8065-2955-4.